# Pireneitega cottarellii
Pireneitega cottarellii là một loài nhện trong họ Amaurobiidae.
Loài này thuộc chi Pireneitega. Pireneitega cottarellii được Paolo Marcello Brignoli miêu tả năm 1978.